# Zakon Braci Mniejszych Obserwantów
Zakon Braci Mniejszych Obserwantów (obserwanci) – nurt obserwancki w Zakonie Braci Mniejszych, zwanych franciszkanami. Wspólnota zakonna została założona w 1209 przez św. Franciszka z Asyżu. Zakon ów został podzielony w 1517 roku na Zakon Braci Mniejszych Konwentualnych oraz Zakon Braci Mniejszych.

## Historia
W wyniku reformy mającej swe początki w XIV w., a uwieńczonej bullą papieża Leona X Ite et vos ad vineam meam (1517), założony w 1209 przez św. Franciszka Zakon Braci Mniejszych podzielił się na dwie, a potem na trzy części: Braci Mniejszych (OFM), Braci Mniejszych Konwentualnych (OFMConv.) i Kapucynów (OFMCap.). Bulla nie położyła kresu dalszym podziałom. Zakon Braci Mniejszych powstał z dwóch grup będących ośrodkami reformy: cis-montanów i ultra-montanów. W XVI w. doszli do nich: reformaci, rekolekci i alkantarzyści. Wszystkie pięć grup posiadało swoją autonomię, uznając jednocześnie władzę jednego Ministra Generalnego. 
W czasie powrotu do pierwotnej struktury zakonu św. Bernardyn ze Sieny zapoczątkował tzw. ruch obserwancki. Jego uczeń, św. Jan Kapistran, przybywszy 28 sierpnia 1453 r. do Krakowa, głosił niebywałe kazania, które gromadziły tłumy na Rynku w Krakowie. 8 września 1453 św. Jan Kapistran założył pierwszy klasztor obserwantów w Krakowie pod wezwaniem św. Bernardyna ze Sieny. W ten sposób święty Jan zapoczątkował powstanie polskiej prowincji zakonu Braci Mniejszych Obserwantów. Na ziemiach polskich obecni byli tylko cis-montanie, zwani bernardynami, oraz reformaci. 
W 1897 papież Leon XIII dokonał ujednolicenia autonomicznych gałęzi Zakonu, m.in. wprowadzenia jednolitego habitu. Udało się to połowicznie. W wielu miejscach, także i w Polsce, bracia z różnych grup autonomicznych, mimo tego samego terytorium, zachowali niezależność swych prowincji. Wciąż w użyciu są także tradycyjne nazwy. Władze zakonne nakazały jednak, by członkowie prowincji, których korzenie w jakimś stopniu sięgają czasów obserwanckich, zaprzestały używania nazw tradycyjnych, tzn. bernardyni i reformaci. Wszyscy prowincjałowie polscy potwierdzili przyjęcie tej decyzji generała w oświadczeniu z 8 maja 1991.
Strojem zakonnym był brązowy habit przepasany białym sznurem oraz kaptur. Częścią ubioru była również koronka franciszkańska (zwana też koronką seraficką) i piuska.